# Gryposuchus
Gryposuchus è un genere estinto di coccodrilli, vissuto nel Miocene medio e superiore (circa 13 - 7 milioni di anni fa). I suoi resti fossili sono stati ritrovati in Sudamerica (Argentina, Colombia, Venezuela, Brasile e Perù), ed è uno dei più grandi coccodrilli noti. Il suo morso era uno dei più potenti mai esistiti in natura, insieme a quello di alcuni altri crocodilomorfi.

## Descrizione
Questo animale doveva essere piuttosto simile all'attuale gaviale del Gange (Gavialis gangeticus), eccezion fatta per le dimensioni: si stima che la specie più grande (Gryposuchus croizati) possa aver superato i 10 metri di lunghezza. Il peso doveva aggirarsi intorno ai 1700 chilogrammi. Il rostro era allungato, come quello dell'attuale gaviale, e portava un gran numero di denti conici e aguzzi. La specie G. croizati si distingue dalle altre specie del genere Gryposuchus principalmente per il numero ridotto di denti mascellari e per le piccole dimensioni delle finestre palatine.
Il morso di questo rettile era, insieme a quello degli altri crocodilomorfi, il più potente nel regno animale. Le stime per un comune esemplare adulto riportano una forza mascellare di 181000 -- 235000 N e una pressione esercitata dell'ordine di  2 200 kg/cm2, due volte superiore a quella sul fondo della fossa delle Marianne. I maschi più grandi probabilmente erano in grado di esercitare pressioni molto maggiori, finanche il doppio di queste stime, come si vede ad esempio nell'alligatore Purussaurus. Per stabilire un confronto, il tirannosauro raggiungeva i 64.000 N, circa quattro volte la potenza di morso dell'attuale coccodrillo marino, mentre il colossale squalo megalodonte si "fermava" a circa 100000 N. Come avviene nel moderno gaviale le mascelle si chiudevano a diverse centinaia di chilometri orari.

## Classificazione
Gryposuchus è considerato uno dei più grandi rappresentanti dei gavialidi, forse il più grande. I gavialidi sono attualmente rappresentati dal solo gaviale del Gange, ma nel corso del Terziario erano molto diffusi. Gryposuchus è il genere tipo della sottofamiglia dei griposuchini (Gryposuchinae), diffusa in Sudamerica nel Miocene. La specie tipo è Gryposuchus neogaeus, descritta per la prima volta nel 1885 sulla base di fossili ritrovati in Argentina e dapprima attribuita al genere Rhamphostoma. Solo nel 1912, con la descrizione di una nuova specie, G. jessei, venne istituito il genere Gryposuchus.

Diagramma che mostra la taglia dei più grandi coccodrilli. Gryposuchus croizati è la sagoma in azzurro.

Un'altra specie, G. colombianus, venne ritrovata in depositi della Colombia risalenti al Miocene terminale. Questa specie, descritta nel 1965, fu originariamente riferita al genere Gavialis. Altri resti frammentari attribuiti a Gryposuchus sono stati scoperti in Perù; questi fossili assomigliano a quelli di G. colombianus, ma ne differiscono nelle proporzioni del rostro. La specie G. croizati, proveniente dal Miocene superiore della formazione Urumaco in Venezuela, è stata descritta nel 2008.

## Paleoecologia
Alcuni generi affini a Gryposuchus, come Siquisiquesuchus e Piscogavialis, sono stati ritrovati in località che si ritiene si siano depositate in ambienti costieri.  La presenza di Gryposuchus nella formazione Urumaco, che include strati marini, ha portato alla convinzione che i griposuchini vivessero in ambienti costieri. In ogni caso, alcune località dove sono stati ritrovati fossili della specie G. colombianus, come La Venta in Colombia, erano chiaramente depositi non marini; ciò significherebbe che non tutti i griposuchini vivessero in ambienti costieri, ma anche di acqua dolce.

## Nella cultura di massa
- Il Gryposuchus entra nel videogioco Jurassic world: the game.